# Des violettes dans les cheveux
Pour plus de détails, voir Fiche technique et Distribution.
Des violettes dans les cheveux (Violette nei capelli) est un film italien réalisé par Carlo Ludovico Bragaglia, tourné en 1941 et sorti en 1942 en Italie.

## Synopsis
C’est l’histoire de trois amies d’enfance, Carina (Lilia Silvi), Oliva (Irasema Dilián) et Mirella (Carla Del Poggio), qui se sont juré de toujours s’entraider dans la difficulté.

## Fiche technique
- Titre français : Des violettes dans les cheveux ou Violettes dans les cheveux[1],[2]
- Titre original : Violette nei capelli
- Réalisation : Carlo Ludovico Bragaglia, assisté de Steno et Leo Catozzo
- Scénario : Carlo Ludovico Bragaglia, Raffaello Matarazzo, Luciana Peverelli (it), Alessandro De Stefani et Silvano Castellani, d’après le roman éponyme de Luciana Peverelli
- Photographie : Giuseppe La Torre
- Montage : Ines Donarelli
- Musique : Edgardo Carducci
- Scénographie : Piero Filippone
- Société de production : Fono Roma, Lux Film
- Pays de production :  Royaume d'Italie
- Langage : Italien
- Format : Noir et blanc
- Genre : Drame
- Durée : 85 minutes (1 h 25)
- Dates de sortie :
  - Royaume d'Italie : 6 juin 1942
  - France : 29 juin 1945[2]

## Distribution
- Lilia Silvi : Carina
- Irasema Dilián : Oliva
- Carla Del Poggio : Mirella
- Roberto Villa : Giuliano
- Carlo Campanini : Evaristo Pelliccioni
- Emma Giglio : Alda
- Enzo Biliotti : le professeur Mattei
- Giuseppe Addobbati : le chef d’orchestre
- Ada Dondini : Amalia, l’actrice de théâtre
- Aristide Baghetti (it) : le comptable Colucci
- Loris Gizzi : le père d’Alda
- Pina Gallini : la couturière
- Pietro Bigerna (it) : un ami de Giuliano
- Liliana Farkas : une amie d’Oliva
- Renata Gori : une autre amie d’Oliva
- Giulia Martinelli : une amie d’Alda
- Carlo Minello (it) : un invité au bal
- Michele Riccardini : l’ami avare de Giuliano
- Sergio Landi : Giorgio
- Stefano Vanzina : un ami d’Alda
- Ambretta Glori : la petite ballerine
- Flora Torrigiani (it) : une danseuse
- Marino Girolami

## Autour du film
- Il s’agit de l’adaptation du roman éponyme de la romancière italienne Luciana Peverelli (it).
- Marié à l’actrice Lilia Silvi, le footballeur Luigi Scarabello apparaît pour la première fois au cinéma dans ce film sous le pseudonyme de Sergio Landi.
- Le film a été tourné dans le complexe Cinecittà de la ville de Rome.